# برایدنباخ
برایدنباخ (به آلمانی: Breidenbach) یک شهر در آلمان است که در ماربورگ-بیدنکپف واقع شده‌است. برایدنباخ ۷٬۰۱۸ نفر جمعیت دارد.